# Cesare Roncetti
Cesare Roncetti (Roma, 12 de janeiro de 1834 – 13 de outubro de 1881) foi um diplomata e prelado italiano da Igreja Católica, que representou a Santa Sé no Brasil.

## Biografia
Foi censor da academia teológica no Archigymnasium Romano, no Pontifício Liceu do Seminário Romano, professor de formação de cônegos, e perante a Sagrada Congregação para a Propagação da Fé foi recrutado oficialmente para os negócios do Rito Oriental. Foi camareiro numerário de Sua Santidade e participou do Concílio Vaticano I, além de uma Pontifícia Missão Extraordinária junto ao Sultão Abdülaziz.
Roncetti trabalhava no serviço diplomático da Santa Sé quando foi o enviado especial com ab legato para levar o barrete vermelho do novo cardeal, John McCloskey, arcebispo de Nova Iorque e para visitar o Canadá. Retornando a Roma, foi cônego da Basílica da Colegiada Santa Maria dos Mártires.
Em 26 de junho de 1876 foi nomeado pelo Papa Pio IX como arcebispo titular de Seleucia Trachea. Foi consagrado em 16 de julho, na Igreja de Sant'Apollinare alle Terme por Alessandro Cardeal Franchi, prefeito da Sagrada Congregação para a Propagação da Fé, coadjuvado por Giulio Lenti, vice-gerente de Roma e por Giacomo Cattani, secretário da Sagrada Congregação para o Concílio Tridentino.
Foi nomeado internúncio apostólico no Brasil em 18 de julho do mesmo ano e delegado apostólico para a Bolívia, Paraguai, Uruguai, Chile e Argentina. Durante sua nunciatura no país, ocorreu a Questão religiosa.
Em 28 de julho de 1879, foi transferido para a nunciatura apostólica na Baviera.
Acabou por retornar para Roma, onde faleceu em 13 de outubro de 1881, sendo velado na igreja de Sant'Apollinare alle Terme.